# Maria Rother
Maria Rother (* 13. April 1987 in Frankfurt (Oder)) ist eine deutsche Musikerin und ehemalige Schauspielerin.

## Leben und Wirken
Maria Rother, die von Geburt an blind ist, wuchs in Frankfurt (Oder) auf und erhielt mit sechs Jahren Saxophonunterricht an der KleistMusikSchule. Sie besuchte von 1993 bis 1996 die Waldorfpädagogik Frankfurt (Oder) e. V. und danach das Friedrich-Schiller-Gymnasium in Königs Wusterhausen. Das Abitur absolvierte sie an der Brandenburgischen Schule für Blinde und Sehbehinderte in Königs Wusterhausen.
Nach ihrem Abitur zog sie nach Berlin und absolvierte ein Musikstudium an der Hochschule für Musik „Hanns Eisler“ Berlin, das sie bestand. Um sich das Nebengeld zum Studium zu verdienen, arbeitete Rother nebenbei als Straßenmusikerin und Schauspielerin.
Maria Rother spielte 2004 in dem Hörfilm Die Blindgänger die Rolle der Inga, für die sie 2006 mit dem Kinderfernsehpreis EMIL ausgezeichnet wurde.
Rother lebt und arbeitet heute in Berlin.

## Filmografie
- 2004: Die Blindgänger